# Akursos
Akursos (gr. Ακουρσός) – wieś w Republice Cypryjskiej, w dystrykcie Pafos. W 2011 roku liczyła 22 mieszkańców.